# Макфолл, Ронни
Рональд Джозеф (Ронни) Макфолл (англ. Ronald Joseph "Ronnie" McFall; род. 3 октября 1947, Портадаун, Арма) — североирландский футбольный защитник, с декабря 1986 года по 5 марта 2016 года являвшийся бессменным главным тренером «Портадауна», с лета 2013 года — лидером среди всех европейских коллег по продолжительности пребывания в должности. Кавалер ордена Британской империи, один из самых успешных тренеров в истории чемпионата Северной Ирландии, пятикратно признавался тренером года в Северной Ирландии (1981, 1990, 1991, 1996, 2002).

## Карьера

### Карьера игрока
Ронни начинал играть за «Портадаун» — клуб из своего родного города, его дебют во взрослой команде состоялся в августе 1964 года. Он привлекался в юношескую сборную Северной Ирландии. Вершиной карьеры Макфолла как игрока считается его выступление за шотландский «Данди Юнайтед», после чего он вернулся в родную лигу и присоединился к «Ардсу». Вернувшись в «Портадаун» в 1971 году, Макфолл стал обладателем ряда североирландских Кубков и принял участие в играх Кубка УЕФА 1974/75. Последним клубом в карьере игрока для него стал «Гленторан», с которым он выиграл чемпионат в сезоне 1976/77 и участвовал в Кубке чемпионов 1977/78.

### Карьера тренера
В январе 1979 года Макфолл стал играющим тренером «Гленторана», а со следующего сезона сконцентрировался исключительно на тренерской работе. В новом для себя качестве Макфолл помог «Гленс», среди прочего, выиграть чемпионат (1980/81) и Кубок (1982/83), однако в декабре он был уволен из клуба после череды неудачных результатов.
В декабре 1986 года Макфолл возглавил «Портадаун» — клуб, болельщиком которого он являлся, но не имевший серьёзных достижений. Под его руководством клуб стал обладателем 23-х трофеев, среди которых 4 чемпионства (1989/90, 1989/90, 1995/96, 2001/02), 3 Кубка (1990/91, 1999/99, 2004/05) и 2 Кубка лиги (1995/96, 2008/09).
Макфолл является большим поклонником шотландского специалиста Алекса Фергюсона, который долгое время опережал его на месяц в споре наиболее долго пребывающих в своей должности главных тренеров футбольных клубов Европы, начав работать с «Манчестер Юнайтед» в ноябре 1986 года. В декабре 2011 года Фергюсон в специальном обращении поздравил Макфола с 25-летием тренерской деятельности в «Портадауне». Когда в мае 2013 года шотландец покинул свой пост, Макфоллу перешёл этот статус. Ронни планировал оставаться на своём посту столько времени, сколько будет позволять ему его здоровье.
В 2009 году Макфолл также возглавлял сборную Северной Ирландии для игроков национального первенства не старше 23-х лет, участвовавшую в Международном трофее вызова 2009—2011.
По окончании сезона 2013/14 подписал новый контракт с «Портадауном» на два года. После неудачного старта сезона 2015/16 правление клуба выступило с заявлением о поддержке специалиста, несмотря на критику со стороны болельщиков команды. Тем не менее Макфолл признал, что приближается момент, когда следует начать поиск его преемника, и предложил помочь правлению клуба в этом процессе и способствовать плавности переходного периода. 5 марта 2016 года после поражения в четвертьфинале Кубка страны от представлявшего второй по силе дивизион клуба «Лурган Селтик» подал в отставку и заявил о завершении футбольной деятельности.

## Личная жизнь
Защитник «Портадауна» Росс Редман приходится Макфоллу племянником.
21 марта 2016 года за «огромный вклад», принесённый «городу и обществу, не только в качестве профессионального игрока, но и за работу менеджером североирландской команды в серии соревнований Международный трофей вызова в 2009 году и, в частности, за 29 лет работы менеджером футбольного клуба „Портдаун“ — самый продолжительный период нахождения в должности главного тренера клуба в европейском футболе среди действующих коллег на момент его ухода в отставку» Ронни стал первым обладателем награды «Свобода города» от властей района Арма, Банбридж и Крейгавон. В мае 2017 года он также стал первым обладателем более почётной награды «Свобода боро» от властей того же района.

## Достижения

### Командные
Как игрока «Портадауна»:
- Чемпионат Северной Ирландии:
  - Второе место: 1971/72, 1973/74
  - Третье место: 1972/73
- Кубок Северной Ирландии:
  - Финалист: 1971/72
- Золотой кубок Северной Ирландии:
  - Победитель: 1971/72
  - Финалист: 1972/73

Как игрока «Гленторана»:
- Чемпионат Северной Ирландии:
  - Чемпион: 1976/77
  - Второе место: 1975/76, 1977/78
- Золотой кубок Северной Ирландии:
  - Победитель: 1976/77, 1977/78
- Кубок Ольстера:
  - Победитель: 1976/77

Как главного тренера «Гленторана»:
- Чемпионат Северной Ирландии:
  - Чемпион: 1976/77
  - Второе место: 1981/82, 1982/83, 1983/84
  - Третье место: 1979/80
- Кубок Северной Ирландии:
  - Победитель: 1982/83
- Золотой кубок Северной Ирландии:
  - Победитель: 1982/83
  - Финалист: 1983/84
- Кубок Ольстера:
  - Победитель: 1981/82, 1982/83, 1983/84

Как главного тренера «Портадауна»:
- Суперкубок Северной Ирландии:
  - Победитель: 1999
- Чемпионат Северной Ирландии:
  - Чемпион: 1989/90, 1990/91, 1995/96, 2001/02
  - Второе место: 1991/92, 1993/94, 2002/03, 2003/04, 2011/12
  - Третье место: 1994/95, 1997/98, 2004/05, 2005/06
- Чемпионат Футбольной лиги Северной Ирландии
  - Чемпион: 2008/09 (выход в Премьер-лигу)
- Кубок Северной Ирландии:
  - Победитель: 1990/91, 1998/99, 2004/05
  - Финалист: 1989/90, 1999/2000, 2001/02, 2009/10, 2014/15
- Кубок североирландской лиги:
  - Победитель: 1995/96, 2008/09
  - Финалист: 1987/88, 2010/11
- Золотой кубок Северной Ирландии:
  - Победитель: 1992/93
  - Финалист: 1988/89, 1989/90, 1990/91, 1998/99
- Кубок Ольстера:
  - Победитель: 1990/91, 1995/96
- Кубок Флудлит:
  - Победитель: 1990/91, 1992/93, 1994/95
- Кубок Мид-Ольстера:
  - Победитель: 1992/93, 1993/94, 1994/95, 1997/98, 2001/02, 2002/03
  - Финалист: 1990/91, 1991/92

### Личные
Как главного тренера «Портадауна»:
- Футбольный тренер года в Северной Ирландии: 1981, 1990, 1991, 1996, 2002